# 伊奈宗英
伊奈 宗英（いな むねふさ）は、江戸時代前期の旗本。武蔵国小室郷領主・伊奈忠隆の長男。通称は熊蔵、十左衛門。

## 略歴
慶安3年（1650年）に父・忠隆が没すると跡を継ぐ。
寛文3年（1663年）11月19日に書院番となり、辞したのち貞享元年（1684年）に47歳で没する。法名旅月。墓所は浅草新光明寺。
子の貞長が跡を継いだ。